# Orikalkum
Orikalkum (gr. ὀρείχαλκος (oreíchalkos), "bjergkobber") er et legendarisk metal, der forekommer i Platons dialog Kritias om Atlantis. Før Platon nævnes orikalkum i den homeriske Hymne til Afrodite.
Ifølge Kritias blev orikalkum kun overgået af guld i værdi, og det blev fundet og udvundet i store dele af Atlantis i den fjerne urtid, som tekstens myte beskriver. I den tidsalder, hvor Kritias blev skrevet, var orikalkum imidlertid kun kendt som et ord. I numismatik bliver ordet orikalkum anvendt om den gyldne bronzelegering, der anvendes til de romerske mønter sestertius og dupondius . 
Orikalkum kan have været et ædelmetal, som platin, da det menes at vre blevet udvindet ved minearbejde, men det er blevet identificeret som rent kobber og visse legeringer af bronze, og særligt messing i og i romerske mønter der ifølge moderne forskning har vist at være af "lignende udseende som moderne messing".

## Historie
Navnet orikalkum kommer fra det græske ὀρείχαλκος (oreikhalkos), der er sammensat af de græske ord ὄρος (oros) "bjerg" og χαλκός (chalkos) "kobber" eller "bronze", altså "bjergkobber" eller "bjergmetal/malm". Romerne lånte ordet, men ændrede det til aurichalcum, "guldkobber" (efter det latinske ord aurum "guld"). Cicero skriver, at metallet havde en glans som guld, men en meget lavere værdi.
Orikalkum menes at være en legering enten af guld og kobber, af kobber og tin eller af kobber, zink og messing eller også et metal, der ikke længere er kendt. Andesbjergenes legering (kaldt "Tumbaga" af de erobrende spanierne) passer på en guld-/kobberlegering. 
Vergil nævner i Æneiden (12.87), at Turnus' brystplade var "overdækket med guld og hvidt orikalkum". Det menes, at der her er tale om en legering af guld og sølv[kilde mangler], selv om vi ikke ved med sikkerhed, hvad orikalkum var.
I nyere tid er "orikalkum" brugt om sulfidmineralet kobberkis (CuFeS2) eller messing. Men det er vanskeligt at forene det med Platons ord, fordi han siger, at metallet var "kun et navn" på hans tid, mens messing og kobberkis var kendte i den periode. 

## Populærkultur
I romaner og videospil er orikalkum  en værdifuld malm, som med det fiktive Mithril (i Tolkiens bøger) kan udvindes og anvendes til kraftfulde våben og rustninger. I computer- og amigaspillet Indiana Jones and the Fate of Atlantis, hvor det er en kraftkilde, forsøger Indiana Jones at nå Atlantis før nazisterne, der leder efter den forsvundne by i håbet om at bruge orikalkum til at vinde krigen.